# サブリ・ジャバラ
サブリ・ジャバラ（Sabri Jaballah、1973年6月28日 - ）は、チュニジアの元サッカー選手。元チュニジア代表。ポジションはディフェンダー。

## 来歴
1994年にチュニジア代表デビュー。アフリカネイションズカップ1996では3試合に出場、準優勝した。出場機会は無かったが1998 FIFAワールドカップのメンバーにも選ばれた。2002年までに33試合に出場、1得点をあげた。

## 代表歴

### 出場大会
- チュニジア代表
  - 1998 FIFAワールドカップ

### 試合数
- 国際Aマッチ 33試合 1得点（1994年-2002年）[1]

| チュニジア代表 | 国際Aマッチ | 国際Aマッチ |
| 年             | 出場        | 得点        |
| -------------- | ----------- | ----------- |
| 1994           | 5           | 0           |
| 1995           | 8           | 0           |
| 1996           | 3           | 0           |
| 1997           | 2           | 0           |
| 1998           | 4           | 1           |
| 1999           | 0           | 0           |
| 2000           | 5           | 0           |
| 2001           | 3           | 0           |
| 2002           | 3           | 0           |
| 通算           | 33          | 1           |